# Edward Ofili
Edward Ofili (* 20. September 1957) ist ein ehemaliger nigerianischer Leichtathlet, der sich auf den Sprint spezialisiert hat. 1979 wurde er der erste Afrikameister im 200-Meter-Lauf.

## Sportliche Laufbahn
Erste internationale Erfahrungen sammelte Edward Ofili vermutlich im Jahr 1979, als er bei den Afrikameisterschaften in Kairo in 20,90 s die Goldmedaille im 200-Meter-Lauf gewann und sich über 100 Meter in 10,66 s die Bronzemedaille hinter dem Ghanaer Ernest Obeng und Théophile Nkounkou aus der Republik Kongo gewann. Anschließend wurde er beim IAAF World Cup in Montreal mit der Afrikaauswahl über 4-mal 100 Meter in 39,02 s Fünfter.

## Persönliche Bestleistungen
- 100 Meter: 10,42 s, 29. Mai 1976 in Lagos
- 200 Meter: 20,87 s, 15. Mai 1976 in Lincoln